# Соруш Рафіей
Соруш Рафіей (перс. سروش رفیعی‎‎, нар. 24 березня 1990, Шираз) — іранський футболіст, нападник клубу «Аль-Хор».
Виступав, зокрема, за клуб «Фулад», а також національну збірну Ірану.

## Клубна кар'єра
У дорослому футболі дебютував 2009 року виступами за команду клубу «Фадрж Сепасі», в якій провів два сезони, взявши участь у 40 матчах чемпіонату.
Своєю грою за цю команду привернув увагу представників тренерського штабу клубу «Фулад», до складу якого приєднався 2011 року. Відіграв за команду з Ахваза наступні чотири сезони своєї ігрової кар'єри. Більшість часу, проведеного у складі «Фулада», був основним гравцем атакувальної ланки команди.
Згодом з 2015 по 2017 рік грав у складі команд клубів «Трактор Сазі» та «Персеполіс».
До складу клубу «Аль-Хор» приєднався 2017 року. Станом на 17 листопада 2017 відіграв за катарську команду 7 матчів в національному чемпіонаті.

## Виступи за збірну
2014 року дебютував в офіційних матчах у складі національної збірної Ірану.
У складі збірної був учасником кубка Азії з футболу 2015 року в Австралії.

## Титули і досягнення
- Чемпіон Ірану (5):

Фулад: 2013-14
Персеполіс: 2016-17, 2018-19, 2022-23, 2023-24
- Володар Кубка Ірану (2):

Персеполіс: 2018-19, 2022-23
- Володар Суперкубка Ірану (2):

Персеполіс: 2019, 2023